# 小行星4163
小行星4163（英語：4163 Saaremaa）是一颗围绕太阳公转的小行星。1941年4月19日，利斯·奧特瑪在图尔库发现了此天体。
这颗小行星的绝对星等为3.75124等。